# Tauchzeit
Als Tauchzeit wird der Zeitraum bezeichnet, den ein Mensch oder ein Fahrzeug unter der Wasseroberfläche verbringen kann.
Der wichtigste Grund für die Begrenzung der Zeit des Tauchens ist bei Menschen der mitgeführte Atemgas-Vorrat. Allein in der eigenen Lunge gespeicherte Luft nutzende Apnoetaucher können nur für wenige Minuten tauchen. Gerätetaucher können je nach verwendeter Atemgasquelle (z. B. mit einem Kreislauftauchgerät) mehrere Stunden lang tauchen. Ein weiterer limitierender Faktor ist der Grad der Sättigung mit gelösten Inertgasen (meist Stickstoff oder Helium) im Körpergewebe. Wird zu viel Stickstoff im Körper gelöst, droht während des Tauchgangs eine lebensbedrohliche Stickstoffnarkose. Steigt ein Taucher zu schnell auf, d. h. ohne hinreichende Entsättigung während des Aufstiegs, so kann es zu einem Ausperlen von Gasblasen innerhalb des Körpers kommen. Diese kann eine ebenfalls lebensbedrohliche Dekompressionskrankheit auslösen. Deshalb müssen Taucher langsam aufsteigen und nötigenfalls bestimmte Dekompressionsstops einhalten. Die dafür benötigte Zeit verkürzt wiederum die sogenannte Grundzeit.
Bei U-Booten wird als Tauchzeit der Zeitraum bezeichnet, den das Boot vom Einleiten des Tauchvorgangs bis zum Erreichen der Unterwasserlage (Boot völlig vom Wasser bedeckt) benötigt.